# Ugembe
Ugembe ist ein Verwaltungsbezirk (englisch Ward) des Distrikts Nzega (DC) in der tansanischen Region Tabora.

## Geografie
Ugembe ist ein ländlicher Bezirk im westlichen Teil des zentralen Hochlands von Tansania, etwa 50 Kilometer Luftlinie südwestlich der Distrikthauptstadt Nzega und 50 Kilometer nordöstlich der Regionshauptstadt Tabora. Bei der Volkszählung 2022 lebten 16.312 Menschen in 2721 Haushalten auf einer Fläche von 480 Quadratkilometern.

Der Bezirk grenzt im Südosten an den Distrikt Uyui und sonst an sieben Bezirke des Distrikts Nzega (DC):
| Mbutu   | Isagenhe                                    | Mwantundu     |
| Mambali | Kompassrose, die auf Nachbargemeinden zeigt | Mbagwa        |
| Nzubuka | Milambo Itobo                               | Mwakashanhala |

## Gliederung
Der Bezirk besteht aus drei Gemeinden (swahili Mtaa) mit 17 Orten (Kitongoji):
| Ugembe II - Ugembe Centre - Miembeni - Konanne - Misese - Ibakuli - Ishita A - Ishita B - Mnazi Mmoja - Makomelo | Mwanhembo - Mwanhembo - Ipoja - Buhangija - Mwamandi | Ibalafinga - Ibelafinga A - Ibelafinga B - Jisesa - Mwanaluku |

## Gesundheit
Im Bezirk liegt eine staatliche Apotheke.